# Roman Zelek
Roman Zelek (ur. 28 lutego 1893 w Wełczu, zm. 26 lutego 1975 w Kielcach) – polski ksiądz, działacz społeczny, polityk, senator w II RP.

## Życiorys

### Rodzina
Urodził się 28 lutego 1893 roku w Wełczu, w rolniczej rodzinie Józefa i Heleny z d. Burek.

### Wykształcenie
Uczył się w szkole podstawowej w Wełczu i w Busku-Zdroju (w 1905 roku brał czynny udział w strajku szkolnym), następnie – w progimnazjum w Pińczowie, które ukończył w 1909 roku. Wstąpił do kieleckiego seminarium duchownego. Pod koniec studiów seminaryjnych biskup Augustyn Łosiński wytypował go na dalsze studia w Innsbrucku, jednak wskutek wybuchu I wojny światowej wrócił do domu rodzinnego. Święcenia kapłańskie otrzymał 8 września 1915 roku, po osiągnięciu wymaganego wieku.

### Działalność duszpasterska
Jako wikariusz Roman Zelek pracował w Kurzelowie, Janinie, Szydłowie, Mstyczowie i w Pilicy. W Pilicy aktywnie włączył się w kampanię wyborczą do Sejmu w odrodzonej Polsce. Wspierał listę katolicką, z której kandydował ksiądz Antoni Sobczyński, kapłan diecezji kieleckiej.
23 czerwca 1918 roku Zelek otrzymał od biskupa Augustyna Łosińskiego nominację na probostwo w Krzyżanowicach, 6 maja 1922 roku został przeniesiony do Dzierążni, a od 23 czerwca 1934 roku był proboszczem w Kijach. 

### Działalność społeczna
Oprócz duszpasterstwa w wiejskich parafiach proboszcz Zelek zaangażował się w działalność społeczną, koncentrując się na trzech kierunkach: podnoszenie poziomu oświaty na wsi, troska o pogłębienie wiedzy o rozwoju rolnictwa oraz o sprawy spółdzielczości wiejskiej. 
Założył w Krzyżanowicach Stowarzyszenie Spożywców „Społem”, w 1924 roku Spółdzielnię Mleczarską w Dzierążni. Pełnił funkcję prezesa Towarzystwa Rolniczego w Kazimierzy Wielkiej, przewodniczącego Rady Nadzorczej Spółdzielczego Banku w Działoszycach, prezesa Dozoru Szkolnego w Drożejowicach i w Kijach, został członkiem Powiatowej Rady Szkolnej i Wojewódzkiego Zarządu Kółek Rolniczych. Piastował różne urzędy w Spółdzielni Mleczarskiej.
W 1938 roku został senatorem V kadencji (1938–1939). W Senacie był członkiem Komisji Rolnej i Oświaty.

### Po II wojnie światowej
Jako kanonik Kapituły Katedralnej w Kielcach ks. Roman Zelek został mianowany 6 czerwca 1944 roku administratorem parafii katedralnej. Organizował pomoc dla uchodźców z Warszawy, którzy przybywali do Kielc po klęsce powstania warszawskiego. Zorganizował pierwsze kieleckie parafialne przedszkole przy ul. Sienkiewicza 2. Pod jego przewodnictwem został zorganizowany Komitet Społeczny w celu przygotowania specjalnego cmentarza dla wszystkich zamordowanych przez Niemców w Kielcach i okolicach.
Zelek – wraz z księdzem Janem Danielewiczem – próbował 4 lipca 1946 roku interweniować w czasie pogromu kieleckiego, aby uspokoić tłum. Nie został jednak przepuszczony przez kordon wojska. Ksiądz Zelek został posądzony następnie przez władze komunistyczne o współzorganizowanie pogromu kieleckiego. Kieleckim biskupem diecezjalnym był wtedy Czesław Kaczmarek, który przygotował raport na temat pogromu i przekazał go ambasadorowi amerykańskiemu.
12 stycznia 1952 roku ksiądz Zelek został aresztowany przez UB. Uwięzienie nastąpiło w związku z przygotowywaną rozprawą Czesława Kaczmarka. Księdza Romana Zelka przesłuchiwano w więzieniu głównie w sprawie NSZ-owskiej broni palnej, granatów i radiostacji. 10 lutego 1955 roku został zwolniony z więzienia bez procesu i wyroku.
Po wyjściu z więzienia Zelek ponownie objął stanowisko proboszcza kieleckiej katedry. 20 lutego 1965 roku ustąpił z probostwa, zamieszkał w Busku-Zdroju, a następnie w Domu Księży Emerytów w Kielcach. 
Został pochowany na cmentarzu Starym w Kielcach.

## Ordery i odznaczenia
- Złoty Krzyż Zasługi (11 stycznia 1928)[3]